# 细刺蛙
细刺蛙（学名：Rana spinulosa）为蛙科蛙属的两栖动物，是中国的特有物种。分布于海南等地。该物种的模式产地在海南。